# 6730 Ikeda
6730 Ikeda (1992 BH) là một tiểu hành tinh vành đai chính được phát hiện ngày 24 tháng 1 năm 1992 bởi Urata, T. ở Oohira.